# Inga Arfwidsson
Inga Arfwidsson (ur. 26 kwietnia 1940), szwedzka curlerka, mistrzyni Europy z 1978. Siostra Barbro i Rolfa.
Zespół z Norrköpings Curlingklubb z Ingą Arfwidsson na pozycji kapitana wywalczył mistrzostwo Szwecji w sezonie 1977/1978. Umożliwiło to wyjazd na Mistrzostwa Europy, niepokonane w fazie grupowej Szwedki bezpośrednio awansowały do finału. W finale pokonując 11:2 Szwajcarię (Heidi Neuenschwander) obroniła tytuł mistrzowski dla Szwecji, zdobyty rok wcześniej przez Elisabeth Branäs.
W latach 1979–1985 mistrzostwa Szwecji wyłaniały reprezentację na mistrzostwa świata, w ostatnim roku obowiązywania tej zasady Arfwidsson ponownie wygrała turniej (grając jako skip na pozycji trzeciej). Na Mistrzostwach Świata 1985 ekipa z Norrköping awansowała do play-off, przegrywając tam jednak dwa mecze przeciwko drużynom Lindzy Moore z Kanady i Eriki Müller ze Szwajcarii zajęła 4. miejsce. Będąc liderką szwedzkiej ligi curlingowej Elitserien damer w sezonie 1985/1986 Arfwidsson wystąpiła zarówno w Mistrzostwach Europy 1985, jak i Mistrzostwach Świata 1986. W rozgrywanym potrójnym systemem pucharowym turnieju kontynentalnym Szwedki uplasowały się na 5. miejscu. W mistrzostwach globu Szwecja po wygraniu 9:7 meczu barażowego z Norweżkami (Anne Jøtun Bakke) przegrała 7:8 półfinał przeciwko Kanadzie (Marilyn Bodogh-Darte). Ostatecznie zawodniczki wróciły z brązowymi medalami, które wywalczyły pokonując w małym finale Szkotki (Isobel Torrance Junior) 10:9. Po roku ligę wygrała Elisabeth Högström, która zaproponowała Arfwidsson rolę rezerwowej na MŚ 1987. Inga nie zagrała w żadnym meczu, a Szwedki sklasyfikowane zostały na 6. miejscu.
Obecnie Arfwidsson startuje w rywalizacji seniorek, dotychczas najwyżej dotarła do krajowego finału w roku 2008. Lepsza okazała się być drużyna Ingrid Meldahl, która posiadała wówczas tytuł mistrzyń świata seniorek z 2007.

## Drużyna
|           | Czwarta         | Trzecia              | Druga             | Otwierająca       |
| --------- | --------------- | -------------------- | ----------------- | ----------------- |
| 2011/2012 | Inga Arfwidsson | Eva-Britt Andersson  | Karin Österberg   | Annika Persson    |
| 2009/2011 | Inga Arfwidsson | Ulrika Åkerberg-Palm | Inger Berg        | Maud Nordlander   |
| 2007/2008 | Inga Arfwidsson | Maud Nordlander      | Ewa Linderholm    | Ulrika Åkerberg   |
| 1984/1986 | Maud Nordlander | Inga Arfwidsson      | Ulrika Åkerberg   | Barbro Arfwidsson |
| 1977/1979 | Inga Arfwidsson | Barbro Arfwidsson    | Ingrid Appelquist | Gunvor Björhäll   |